# Nomenclatura chimica inorganica

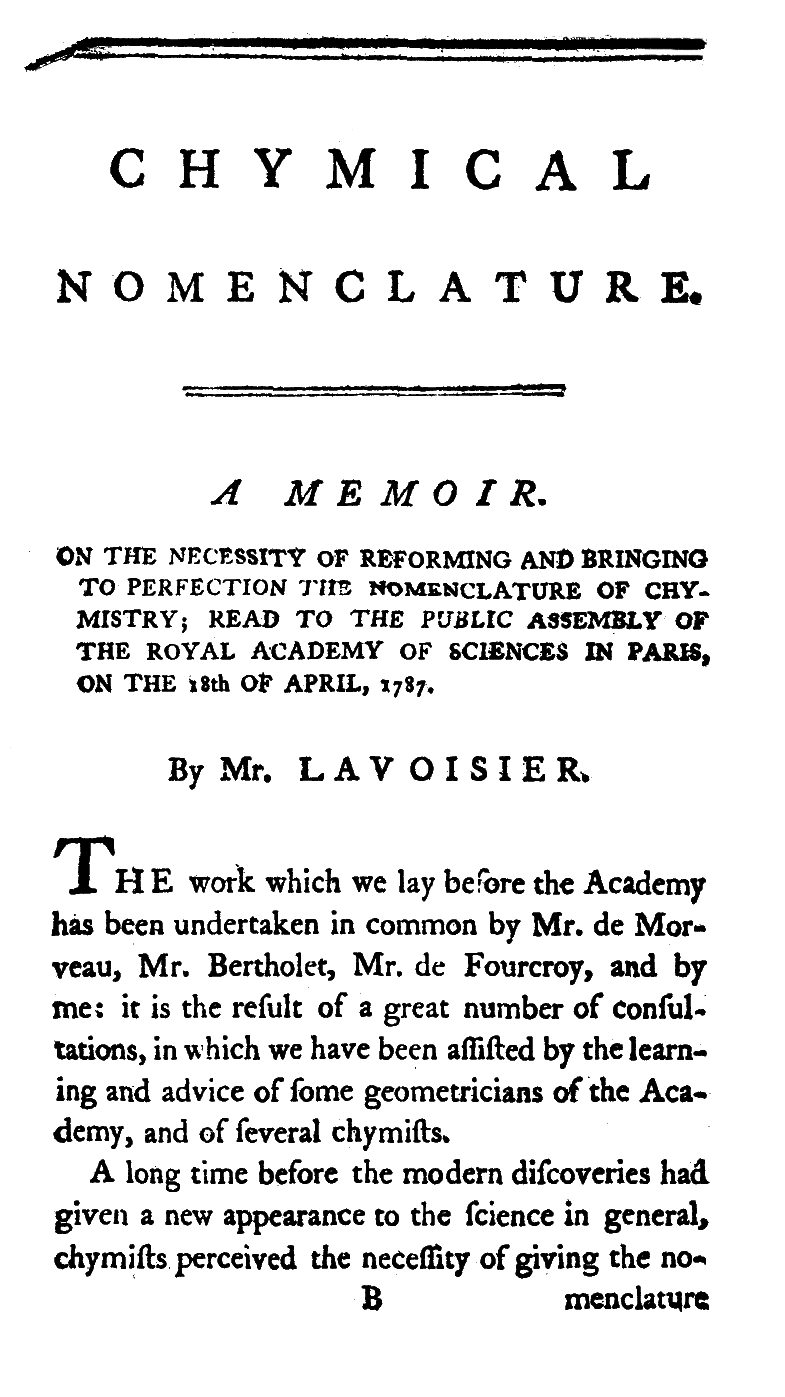
Trattato "Chymical Nomenclature" di Antoine Lavoisier (1787).

La nomenclatura chimica inorganica permette di identificare i composti inorganici mediante un nome specifico, che si definisce a partire dalla formula chimica delle sostanze chimiche.
Alcune sostanze sono indicate prevalentemente con il loro nome comune: ad esempio l'acqua (H2O) e l'ammoniaca (NH3). Nella maggior parte dei casi però per attribuire il nome ai differenti composti con formule chimiche più complesse, si utilizzano regole codificate.
Esistono diversi sistemi di nomenclatura:
- La nomenclatura tradizionale è basata principalmente sulla divisione degli elementi in metalli e non metalli e tiene conto dello stato di ossidazione degli atomi che formano la molecola.
- La nomenclatura secondo la notazione di Stock, ufficializzata dalla IUPAC nel 1940 e adesso non più tanto utilizzata (la si ritrova ancora su vecchi contenitori di reagenti o in libri di testo datati), fornisce informazioni più chiare sullo stato di ossidazione degli atomi; essa infatti indica gli stati di ossidazione con cifre romane poste tra parentesi.
- La nomenclatura IUPAC è la nomenclatura ufficiale in vigore; viene aggiornata e le sue regole migliorate e ampliate dalla IUPAC quando necessario. È basata sulle regole redatte dalla IUPAC. Essa consente di evidenziare, in modo chiaro e immediato, la relazione fra il nome di un composto chimico e la sua formula chimica.

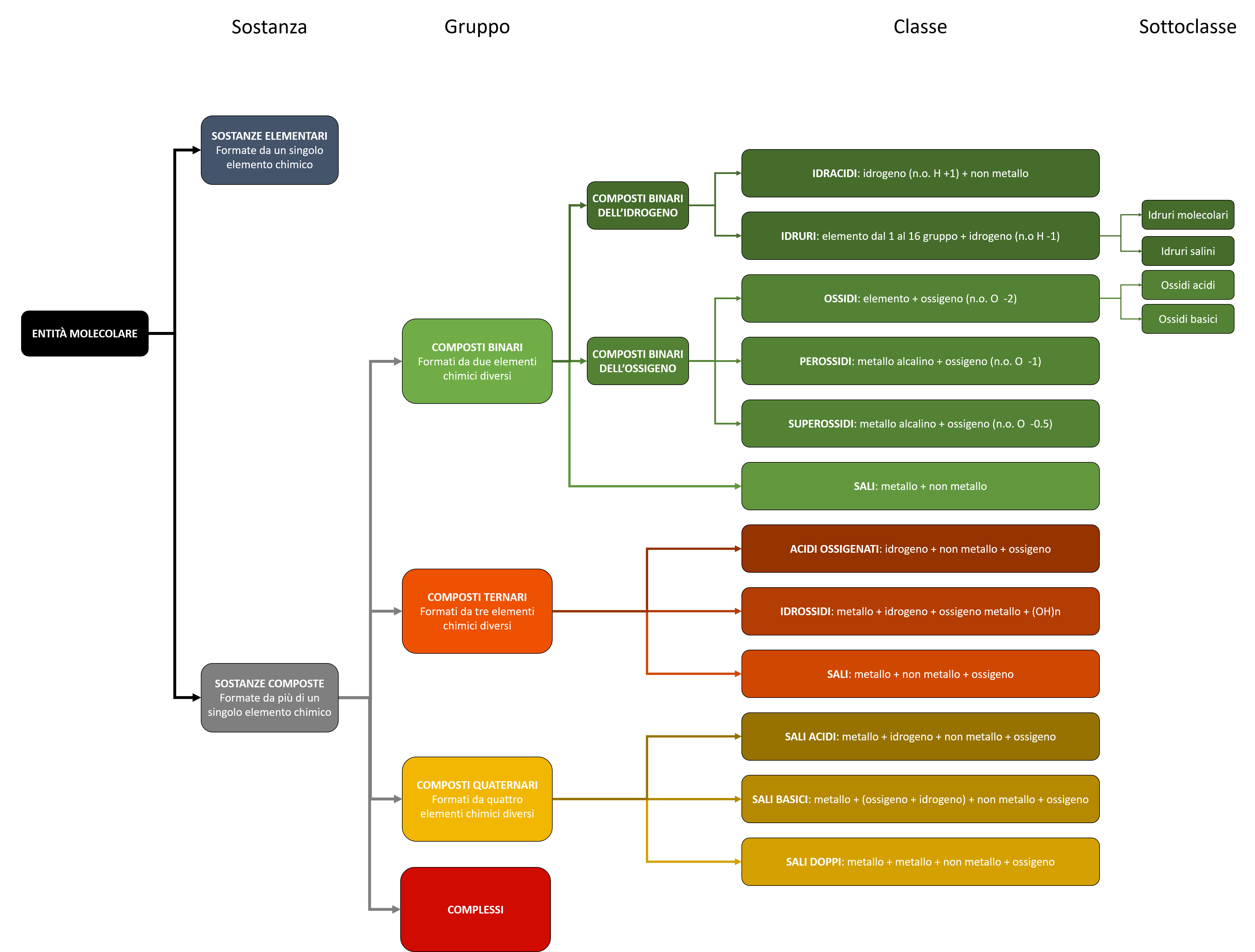
Diagramma ad albero per la classificazione dei composti chimici inorganici. Può essere utile per riconoscere facilmente la famiglia di appartenenza del composto e quindi per assegnargli la corretta nomenclatura.

## Notazioni e concetti utilizzati nella nomenclatura dei composti inorganici
1. Valenza: la valenza di un atomo è il numero di legami che esso è in grado di formare.
2. Il numero di ossidazione (n.o.): si definisce "numero di ossidazione" o "stato di ossidazione" la carica, reale o formale, che acquista un atomo quando si assegnano convenzionalmente gli elettroni di legame all'atomo più elettronegativo.
  - La carica è reale nei composti ionici ed in tal caso coincide con il numero di cariche portate dallo ione.
  - La carica è formale nei composti covalenti.
  - Il numero di ossidazione si scrive sopra il simbolo chimico sotto forma di numero relativo (ad esempio: Pb+4).
  - Lo stato di ossidazione si scrive ad esponente del simbolo chimico (ad esempio: PbIV) o racchiuso tra parentesi tonde come numero romano (ad esempio: Pb(IV)).
3. Nelle sostanze può capitare che un elemento compaia più di una volta all'interno della formula. Per agevolare l'identificazione e l'assegnazione di un nome partendo dalla formula chimica e viceversa, nelle nomenclature vengono introdotti dei prefissi che corrispondono ognuno ad un numero intero; in base al numero totale di atomi di un certo elemento all'interno della formula chimica, gli si attribuisce un prefisso da utilizzare nella nomenclatura.

| n. di atomi | prefisso da adottare                         |
| ----------- | -------------------------------------------- |
| 1           | mono- (può essere sottinteso in alcuni casi) |
| 2           | di-                                          |
| 3           | tri-                                         |
| 4           | tetra-                                       |
| 5           | penta-                                       |
| 6           | esa-                                         |
| 7           | epta-                                        |
| 8           | otta-                                        |
| 9           | nona-                                        |
| 10          | deca-                                        |
| 11          | undeca-                                      |
| 12          | dodeca-                                      |
| 13          | trideca-                                     |
| 14          | tetradeca-                                   |
| 15          | pentadeca-                                   |
| 16          | esadeca--                                    |
| 17          | eptadeca-                                    |
| 18          | ottadeca-                                    |
| 19          | nonadeca-                                    |
| 20          | eicosa-                                      |
| ...         | ...                                          |

Generalmente le sostanze inorganiche non presentano più di 7 o 8 atomi dello stesso elemento.

### Elementi della tavola periodica[1]
Gli elementi possono essere raggruppati in base alle loro proprietà periodiche e alla loro posizione nella tavola periodica. Questo permette di riferirsi a una famiglia di elementi con singoli nomi anziché elencarli tutti.
I gruppi degli elementi nella tavola periodica sono numerati dall'1 al 18 e raggruppano gli elementi collocati sulla stessa colonna.
Gli elementi dei gruppi 1, 2 e 13–18 (tranne l'idrogeno) sono designati come elementi principali del gruppo e, ad eccezione del gruppo 18, i primi due elementi di ciascun gruppo sono definiti "elementi tipici". 
Facoltativamente, le lettere s, p, d e f possono essere utilizzate per distinguere i diversi blocchi di elementi nella tavola periodica.
Ad esempio, gli elementi dei gruppi 3-12 sono gli elementi del blocco d. Questi elementi sono anche comunemente chiamati elementi di transizione, sebbene gli elementi del gruppo 12 non siano sempre inclusi; gli elementi del blocco f sono talvolta indicati come "elementi di transizione interni".
In casi particolari, i vari gruppi possono essere nominati dal primo elemento di ciascun gruppo. Ad esempio: "elementi del gruppo boro" (B, Al, Ga, In, Tl), "elementi del gruppo titanio" (Ti, Zr, Hf, Rf), ecc.
Sono poi utilizzati dei nomi collettivi quando ci si vuole riferire a una famiglia di elementi chimici; questi nomi sono utilizzati per elementi simili e quindi appartenenti ad uno stesso gruppo o blocco; sono approvati dalla IUPAC i seguenti nomi:
- metalli alcalini (Li, Na, K, Rb, Cs, Fr);
- metalli alcalino-terrosi (Be, Mg, Ca, Sr, Ba, Ra);
- pnictogeni (N, P, As, Sb, Bi);
- calcogeni (O, S, Se, Te, Po);
- alogeni (F, Cl, Br, I, At);
- gas nobili (He, Ne, Ar, Kr, Xe, Rn);
- lantanoidi (La, Ce, Pr, Nd, Pm, Sm, Eu, Gd, Tb, Dy, Ho, Er, Tm, Yb, Lu);
- metalli delle terre rare (Sc, Y e lantanoidi);
- attinoidi (Ac, Th, Pa, U, Np, Pu, Am, Cm, Bk, Cf, Es, Fm, Md, No, Lr).

I termini generici picnogenuro, calcogenuro e alogenuro sono comunemente usati nella denominazione dei composti dei pnictogeni, dei calcogeni e degli alogeni.
Sebbene il termine "lantanoidi" significhi "come il lantanio", non dovrebbe includere il lantanio, che è comunque incluso nell'uso comune. Allo stesso modo gli attinoidi per quanto riguarda l'attinio.
Gli elementi nella tavola periodica possono ancora essere identificati, in base alla proprietà di affinità elettronica, in tre gruppi: 
- Elementi metallici: sono tutti quegli elementi compresi dal gruppo 1 al gruppo 15 e che si trovano alla sinistra della linea diagonale dei metalloidi.
  - Elementi alcalini: sono tutti quegli elementi compresi nel gruppo 1, escluso l'idrogeno;
  - Elementi alcalino-terrosi: sono tutti quegli elementi compresi nel gruppo 2;
  - Elementi di transizione: sono tutti quegli elementi dal gruppo 3 al gruppo 12;

- Elementi metalloidi: sono quegli elementi che vanno dal gruppo 13 al gruppo 15 e che giacciono indicativamente sulla linea diagonale che va dal boro all'oganesson.
- Elementi non metallici: sono tutti gli elementi che vanno dal gruppo 13 al gruppo 17 e che si trovano alla destra della linea diagonale dei metalloidi.

## Sostanze elementari

### Nuovi elementi
Gli elementi scoperti di recente possono essere citati nella letteratura scientifica ma fino a quando non hanno ricevuto nomi e simboli permanenti dalla IUPAC, necessitano dei designatori temporanei. 
Tali elementi possono essere indicati dai loro numeri atomici, come ad esempio nell '"elemento 120", ma la IUPAC ha approvato una nomenclatura sistematica e una serie di simboli di tre lettere.
Il nome deriva direttamente dal numero atomico dell'elemento usando le seguenti radici numeriche:
| Numero | Radice |
| ------ | ------ |
| 0      | nil    |
| 1      | un     |
| 2      | bi     |
| 3      | tri    |
| 4      | quad   |
| 5      | pent   |
| 6      | hex    |
| 7      | sept   |
| 8      | oct    |
| 9      | enn    |

Per gli elementi con numero atomico maggiore di 100 i nomi ed i simboli derivano direttamente dal numero atomico dell’elemento utilizzando la seguente regola:
1. Scomposizione del numero di massa dell’elemento in numeri a una cifra compresi tra 0 e 9;
2. costruzione del nome attraverso le radici numeriche.
  - Le radici sono riunite nell'ordine delle cifre che compongono il numero atomico;
  - La "n" finale di "enn" viene eliminata quando si verifica prima di "nil" e la "i" finale di "bi" e di "tri" quando si verifica prima di "ium".
3. Terminazione del nume con il suffisso -ium.

Il simbolo per l'elemento è composto dalle lettere iniziali delle radici numeriche che compongono il nome.
| Numero atomico | Scomposizione del numero | Sostituzione con le radici numeriche | Nome sistematico | Simbolo |
| -------------- | ------------------------ | ------------------------------------ | ---------------- | ------- |
| 104            | 1-0-4                    | un-nil-quad-ium                      | Unnilquadium     | Unq     |
| 113            | 1-1-3                    | un-un-tri-um                         | Ununtrium        | Uut     |

### Isotopi
Gli isotopi di un elemento hanno tutti lo stesso nome e sono indicati da numeri di massa. 
Ad esempio, l'atomo con il numero atomico 8 e il numero di massa 18 è chiamato ossigeno-18 e ha il simbolo 18O.

#### Isotopi dell'idrogeno
L'idrogeno fa eccezione alla regola generale enunciata sopra in quanto i tre isotopi 1H, 2H e 3H possono avere rispettivamente nomi alternativi quali prozio, deuterio e trizio. I simboli D e T possono essere usati per il deuterio e il trizio, ma sono preferiti 2H e 3H perché D e T possono creare problemi con l'ordine alfabetico nelle formule. La combinazione di un muone e un elettrone porta alla formazione di un isotopo leggero di idrogeno che si chiama muonium, simbolo Mu.
Questi nomi danno origine ai nomi protone, deuterone, tritone e muone per i cationi 1H+, 2H+, 3H+ e Mu+, rispettivamente. Poiché il nome protone è spesso usato in sensi contraddittori, vale a dire per gli ioni 1H+ isotopicamente puri da un lato e per la miscela di isotopi indifferenziati presenti in natura dall'altro, si raccomanda che la miscela indifferenziata sia generalmente designata dal nome idrone, derivato dall'idrogeno.

### Elementi e molecole elementari
Nella nomenclatura sistematica (IUPAC) al nome dell'elemento si aggiunge l'appropriato prefisso numerico.
| Simbolo o formula | Nome sistematico | Nome tradizionale |
| ----------------- | ---------------- | ----------------- |
| H                 | monoidrogeno     | idrogeno atomico  |
| N                 | monoazoto        | azoto atomico     |
| N2                | diazoto          | azoto             |
| O                 | monoossigeno     | ossigeno atomico  |
| O2                | diossigeno       | ossigeno          |
| O3                | triossigeno      | ozono             |
| S6                | esazolfo         | zolfo molecolare  |
| Ar                | argon            | argon             |

Il prefisso mono si usa solo quando l'elemento non esiste (non è stabile o presente in natura) nello stato monoatomico.

#### Forme allotropiche e polimorfismo
Il polimorfismo è un fenomeno per cui un elemento o un composto, cristallizzandosi, può assumere strutture particolari diverse e presentarsi, quindi, in più modificazioni o fasi cristalline. Il termine allotropo però si estende anche agli elementi liquidi e gassosi.
L'ozono (O3) è un allotropo dell'ossigeno molecolare (O2).

##### Forme allotropiche definite
I nomi sistematici si basano sul numero di atomi nella molecola, utilizzando i prefissi numerici. Il prefisso "mono" viene utilizzato solo quando l'elemento non si presenta normalmente in uno stato monoatomico. Se il numero è grande e sconosciuto, come nelle catene lunghe o negli anelli grandi, è possibile utilizzare il prefisso "poli".
Se necessario, è possibile utilizzare prefissi appropriati per indicare la struttura. Quando si desidera specificare un particolare polimorfo di un elemento con una struttura definita (come le forme α-, β- o γ- di S8 ).
| Formula | Nomenclatura IUPAC | Nome alternativo           |
| ------- | ------------------ | -------------------------- |
| Ar      | argon              |                            |
| H       | monoidrogeno       |                            |
| N       | monoazoto          |                            |
| N2      | diazoto            |                            |
| N3•     | triazoto(·)        |                            |
| O2      | diossigeno         | ossigeno                   |
| O3      | triossigeno        | ozono                      |
| P4      | tetrafosforo       | fosforo bianco             |
| S6      | esazolfo           | ε-zolfo                    |
| S8      | ottazolfo          | α-zolfo, β-zolfo, γ-zolfo  |
| Sn      | polizolfo          | μ-zolfo (o zolfo plastico) |
| C60     | esacontacarbonio   | [60]fullerene              |

##### Allotropi cristrallini di uno stesso elemento
Gli allotropi cristallini sono polimorfi degli elementi. Ciascuno può essere nominato aggiungendo il simbolo di Pearson tra parentesi dopo il nome dell'atomo. Questo simbolo definisce la struttura dell'allotropio in termini del suo reticolo di Bravais e il numero di atomi nella sua cella elementare. Pertanto, il ferro (cF4) è la modifica allotropica del ferro (γ-ferro) con un reticolo cubico (c), interamente centrato (F) contenente quattro atomi di ferro nella cella elementare.
| Classe cristallina      | Simbolo del reticolo | Lettere del simbolo di Pearson |
| ----------------------- | -------------------- | ------------------------------ |
| Triclino                | P                    | aP                             |
| Monoclino               | P                    | mP                             |
| Monoclino               | C                    | mC                             |
| Ortorombico             | P                    | oP                             |
| Ortorombico             | C                    | oC                             |
| Ortorombico             | F                    | oF                             |
| Ortorombico             | I                    | oI                             |
| Tetragonale             | P                    | tP                             |
| Tetragonale             | I                    | tI                             |
| Esagonale (e trigonale) | P                    | hP                             |
| Romboedrico             | R                    | hR                             |
| Cubico                  | P                    | cP                             |
| Cubico                  | F                    | cF                             |
| Cubico                  | I                    | cI                             |

| Simbolo | Nome sistematico | Nome alternativo accettato  |
| ------- | ---------------- | --------------------------- |
| Pn      | fosforo(oS8)     | fosforo nero                |
| Cn      | carbonio(cF8)    | diamante                    |
| Cn      | carbonio(hP4)    | grafite (forma comune)      |
| Cn      | carbonio(hR6)    | grafite (forma meno comune) |
| Fen     | ferro(cI2)       | α-ferro                     |
| Fen     | ferro(cF4)       | γ-ferro                     |
| Snn     | stagno(cF8)      | α- o stagno grigio          |
| Snn     | stagno(tI4)      | β- o stagno bianco          |
| Mnn     | manganese(cI58)  | α-manganese                 |
| Mnn     | manganese(cP20)  | β-manganese                 |
| Mnn     | manganese(cF4)   | γ-manganese                 |
| Mnn     | manganese(cI2)   | δ-manganese                 |
| S8      | zolfo(oF128)     | α-zolfo                     |
| S8      | zolfo(mP48)      | β-zolfo                     |
| S8      | zolfo(mP32)      | γ-zolfo                     |

In alcuni casi, il simbolo di Pearson non permette la distinzione tra due allotropi cristallini dello stesso elemento. In tal caso, il gruppo spaziale viene aggiunto tra parentesi. Se ciò non permette ancora la distinzione tra gli allotropi, dovranno essere citati i parametri reticolari caratteristicamente diversi.

##### Modifiche amorfe solide e allotropi comunemente riconosciuti dalla struttura indefinita
Modifiche amorfe solide e allotropi comunemente riconosciuti dalla struttura indefinita si distinguono per descrittori abituali come una lettera greca, nomi basati su proprietà fisiche o nomi minerali.
| Simbolo | Nome                                                                                                |
| ------- | --------------------------------------------------------------------------------------------------- |
| Cn      | carbonio vetroso                                                                                    |
| Cn      | Carbonio grafitico (carbonio sotto forma di grafite, indipendentemente da difetti strutturali)      |
| Pn      | Fosforo rosso [una struttura disordinata contenente parti di fosforo (oS8) e parti di tetrafosforo] |
| Asn     | arsenico amorfo                                                                                     |

## Composti binari

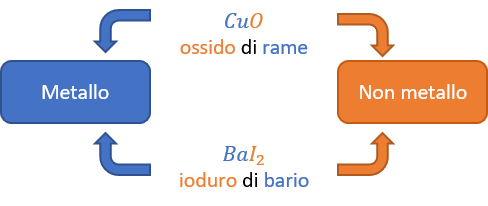
esempio di nomenclatura di due composti binari, in cui si sottolinea l'appartenenza o meno alla classe degli elementi metallici.

Ci sono due classi di composti binari (formati cioè da due elementi chimici): i composti ionici e i composti molecolari.
I composti ionici sono costituiti da un catione metallico (che si scrive per primo nella formula chimica) e da un anione non metallico. I composti più importanti appartenenti a questa classe sono gli idruri ionici (o salini), i sali binari (per esempio gli alogenuri e i solfuri) e gli ossidi basici.
L'altra classe, quella dei composti binari molecolari, comprende gli ossidi acidi (chiamati anidridi nel linguaggio tradizionale) gli idracidi e gli idruri covalenti (o molecolari).
Appartengono ai composti ionici:
- Idruri dei metalli;
- Ossidi basici;
- Sali.

Appartengono ai composti molecolari:
- Idracidi;
- Idruri covalenti;
- Ossidi acidi (anidridi).

| HF  | LiH | SO    | Na2O  |
| HCl | NaH | SO2   | FeO   |
| HBr | KH  | SO3   | Fe2O3 |
| HI  | RbH | MnO3  | H2O   |
| H2S | FrH | Mn2O7 | Na2O2 |

### Composti binari contenenti idrogeno
Si possono distinguere i composti binari dell'idrogeno in tre gruppi:
- idracidi;
- idruri molecolari;
- idruri salini.

#### Idracidi
Gli idracidi sono composti dell’idrogeno con non metalli elettronegativi (gruppi 16 e 17), un piccolo numero di composti binari di natura molecolare. In tali composti l’idrogeno presenta n.o. pari a +1 (ione idrone H+) e quindi nella formula va scritto per primo.
La nomenclatura tradizionale prevede che il nome segua questa logica:
1. termine acido;
2. radice del nome del non metallo con il suffisso -idrico.

La nomenclatura IUPAC, invece, prevede la costruzione del nome seguendo tale logica:
1. radice del nome del non metallo con il suffisso -uro;
2. di;
3. prefisso per il numero di atomi di idrogeno, seguito dalla parola idrogeno.

| Formula chimica        | Nomenclatura tradizionale                      | Nomenclatura IUPAC                                    |
| ---------------------- | ---------------------------------------------- | ----------------------------------------------------- |
| idrogeno + non metallo | acido + radice del nome del non metallo-idrico | radice del nome del non metallo-uro + di + n-idrogeno |

| Formula chimica | Nomenclatura tradizionale | Nomenclatura IUPAC    |
| --------------- | --- | --------------------- |
| HF              | acido fluoridrico | fluoruro di idrogeno  |
| HCl             | acido cloridrico | cloruro di idrogeno   |
| HBr             | acido bromidrico | bromuro di idrogeno   |
| HI              | acido iodidrico | ioduro di idrogeno    |
| H2S             | acido solfidrico | solfuro di diidrogeno |
| HCN             | acido cianidrico (pur non essendo un composto formato da due sole specie elementari rientra nelle regole di nomenclatura degli idracidi e dei composti binari) | cianuro di idrogeno   |

#### Idruri
Sono composti binari in cui l'idrogeno è legato con elementi che vanno dal gruppo 1 al 16. In tali composti l’idrogeno presenta n.o. pari a -1 (ione idruro H-) e quindi nella formula va scritto per secondo.
In base all'elemento con cui si lega l'idrogeno si distinguono gli idruri molecolari e gli idruri salini.
La nomenclatura tradizionale prevede che la costruzione del nome segua questa logica:
1. termine idruro;
2. di;
3. nome del metallo (o del non metallo o del metalloide).

La nomenclatura Stock, invece, prevede la costruzione del nome seguendo tale logica:
1. termine idruro;
2. di;
3. nome del metallo (o del non metallo o del metalloide) seguito dal numero di ossidazione proprio scritto in numeri romani tra parentesi.

La nomenclatura IUPAC, in ultima, prevede la costruzione del nome seguendo tale logica:
1. prefisso per il numero di atomi di idrogeno, seguito dal suffisso -idruro;
2. di;
3. nome del metallo (o del non metallo o del metalloide).

| Formula chimica                                          | Nomenclatura tradizionale                                         | Nomenclatura Stock | Nomenclatura IUPAC                                                  |
| -------------------------------------------------------- | ----------------------------------------------------------------- | --- | ------------------------------------------------------------------- |
| metallo alcalino (o non metallo o metalloide) + idrogeno | idruro di + nome del metallo (o del non metallo o del metalloide) | idruro di + nome del metallo (o del non metallo o del metalloide) + (n.o. del metallo (o del non metallo o del metalloide)) | n-idruro di + nome del metallo (o del non metallo o del metalloide) |

| Formula chimica | Nomenclatura tradizionale | Nomenclatura Stock     | Nomenclatura IUPAC                               |
| --------------- | ------------------------- | ---------------------- | ------------------------------------------------ |
| LiH             | idruro di litio           | idruro di litio (I)    | monoidruro di litio oppure idruro di litio       |
| NaH             | idruro di sodio           | idruro di sodio (I)    | monoidruro di sodio oppure idruro di sodio       |
| KH              | idruro di potassio        | idruro di potassio (I) | monoidruro di potassio oppure idruro di potassio |
| RbH             | idruro di rubidio         | idruro di rubidio (I)  | monoidruro di rubidio oppure idruro di rubidio   |
| FrH             | idruro di francio         | idruro di francio (I)  | monoidruro di francio oppure idruro di francio   |

##### Idruri molecolari
Gli idruri molecolari o covalenti sono composti dell’idrogeno con metalloidi e non metalli (gruppi 14, 15 e 16). Si tratta di composti costituiti da molecole in cui l’idrogeno nella formula va scritto per secondo.
Sono spesso liquidi o gassosi.
È bene ricordare che tali molecole non sono acide in soluzione acquosa, sebbene ci sia una lieve differenza di elettronegatività tra l'elemento e l'idrogeno.
La nomenclatura tradizionale in questi casi viene sostituita dai vecchi nomi attribuiti alle molecole:
- Gruppo 14:
  - CH4 → metano;
  - SiH4 → silano;
  - GeH4 → germano.
- Gruppo 15:
  - NH3 → ammoniaca;
  - PH3 → fosfina;
  - AsH3 → arsina;
  - SbH3 → stibina.

##### Idruri salini
Gli idruri sono composti dell’idrogeno con metalli fortemente elettropositivi (1º e 2º gruppo generalmente). Si tratta di composti ionici in cui l’idrogeno presenta n.o. pari a -1 (ione idruro H-) e quindi nella formula va scritto per secondo.
- Gruppo 1:
  - LiH;
  - NaH;
  - KH;
  - RbH;
  - FrH.
- Gruppo 2:
  - BeH2;
  - MgH2;
  - CaH2;
  - SrH2;
  - BaH2;
  - RaH2.

### Composti binari contenenti ossigeno
Vengono definiti ossidi tutti quei composti binari che contengono l'ossigeno.
Formula chimica: XmOn, dove X è un elemento qualsiasi della tavola periodica.
Gli ossidi possono essere suddivisi in tre classi in base al numero di ossidazione che presenta l'ossigeno:
- Ossidi: n.o. = -2
- Perossidi: n.o. = -1
- Superossidi: n.o. = -0.5

#### Ossidi
L'ossigeno forma composti con quasi tutti gli elementi della tavola periodica, tali composti sono gli ossidi. Vengono distinti in ossidi acidi e ossidi basici in base alle proprietà chimiche che mostrano e all'elemento legato insieme all'ossigeno.
In tali composti il numero di atomi di ossigeno può variare, ma il numero di ossidazione è sempre -2.
La nomenclatura tradizionale prevede la distinzione della tipologia di ossido, si classifica l'ossido come anidride l'ossido acido e semplicemente ossido l'ossido basico:

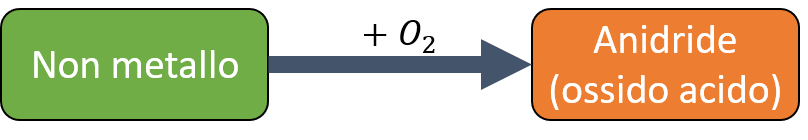
Formazione degli ossidi acidi.

a) Ossido acido: ottenuto quando l'ossigeno reagisce con un elemento non metallico o un metalloide, in alcuni casi anche con un metallo, se ad uno stato di ossidazione elevato.
1. utilizzo del termine anidride;
2. scelta del suffisso della radice del nome del non metallo (o metalloide o metallo):
  - nel caso in cui il non metallo (o metalloide o metallo) possegga un unico stato di ossidazione, viene utilizzato il suffisso -ica;
  - se il non metallo (o metalloide o metallo) presenta due stati di ossidazione:
    - viene usato -osa per quello minore;
    - viene usato -ica per il per quello maggiore.
3. scelta del prefisso della radice del nome del non metallo (o metalloide o metallo), nel caso in cui il non metallo (o metalloide o metallo) presenti più di due numeri di ossidazione:
  - viene usato il prefisso ipo- per il quello minore;
  - viene usato il prefisso per- per quello maggiore.

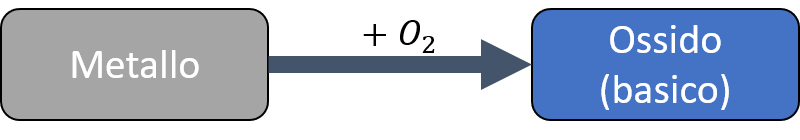
Formazione degli ossidi basici.

b) Ossido basico: ottenuto quando l'ossigeno reagisce con un elemento metallico.
1. utilizzo del termine ossido;
2. di;
3. scelta del suffisso:
  - nel caso in cui il metallo possegga un unico stato di ossidazione, non viene utilizzato alcun suffisso, lasciando il nome del metallo preceduto dalla preposizione "di";
  - se il metallo presenta due stati di ossidazione, vengono usati -oso (per quello minore) e -ico (per quello maggiore) come suffissi dopo la radice del nome del metallo.

La nomenclatura di Stock, invece, prevede la formulazione del nome seguendo la seguente logica:
1. termine ossido;
2. di;
3. nome del metallo (o del non metallo o del metalloide) seguito dal numero di ossidazione proprio scritto in numeri romani tra parentesi.

La nomenclatura IUPAC, in ultima, prevede la costruzione del nome seguendo tale logica:
1. prefisso per il numero di atomi di ossigeno, seguito dal suffisso -ossido;
2. nome del metallo (o del non metallo o del metalloide).

##### Ossidi acidi
| Formula chimica                                                 | Nomenclatura tradizionale                                    | Nomenclatura Stock                                                                                | Nomenclatura IUPAC                                            |
| --------------------------------------------------------------- | ------------------------------------------------------------ | ------------------------------------------------------------------------------------------------- | ------------------------------------------------------------- |
| non metallo (o metallo con n.o. elevato) + ossigeno (n.o. = -2) | anidride + prefisso-radice del nome del non metallo-suffisso | ossido di + nome del non metallo (o metalloide o metallo) + (n.o. del non metallo (o metalloide)) | n-ossido di + n-nome del non metallo (o metalloide o metallo) |

| Formula chimica | Nomenclatura tradizionale | Nomenclatura Stock        | Nomenclatura IUPAC       |
| --------------- | ------------------------- | ------------------------- | ------------------------ |
| SO              | anidride iposolforosa     | ossido di zolfo (II)      | monossido di zolfo       |
| SO2             | anidride solforosa        | ossido di zolfo (IV)      | diossido di zolfo        |
| SO3             | anidride solforica        | ossido di zolfo (VI)      | triossido di zolfo       |
| MnO3            | anidride manganica        | ossido di manganese (VI)  | triossido di manganese   |
| Mn2O7           | anidride permanganica     | ossido di manganese (VII) | eptossido di dimanganese |

##### Ossidi basici
| Formula chimica                  | Nomenclatura tradizionale                       | Nomenclatura Stock                                | Nomenclatura IUPAC               |
| -------------------------------- | ----------------------------------------------- | ------------------------------------------------- | -------------------------------- |
| metallo + ossigeno (n.o. O = -2) | ossido di + radice del nome del metallo-oso/ico | ossido di + nome del metallo + (n.o. del metallo) | n-ossido di + n-nome del metallo |

| Formula chimica | Nomenclatura tradizionale | Nomenclatura Stock    | Nomenclatura IUPAC   |
| --------------- | ------------------------- | --------------------- | -------------------- |
| Na2O            | ossido di sodio           | ossido di sodio (I)   | monossido di disodio |
| FeO             | ossido ferroso            | ossido di ferro (II)  | monossido di ferro   |
| Fe2O3           | ossido ferrico            | ossido di ferro (III) | triossido di diferro |

#### Perossidi
I perossidi sono composti binari aventi due atomi di ossigeno, entrambi con numero di ossidazione di -1.
Le nomenclature tradizionale, Stock e IUPAC hanno come regola:
1. termine perossido;
2. di;
3. nome del metallo (o del non metallo o del metalloide).

Uno dei perossidi più conosciuti è il perossido di idrogeno (H2O2) che comunemente viene chiamato acqua ossigenata.
| Formula chimica                                        | Nomenclatura tradizionale/ Stock/ IUPAC               |
| ------------------------------------------------------ | ----------------------------------------------------- |
| metallo alcalino (o idrogeno) + ossigeno (n.o. O = -1) | perossido di + nome del metallo alcalino (o idrogeno) |

| Formula chimica | Nomenclatura tradizionale |
| --------------- | ------------------------- |
| H2O2            | perossido di idrogeno     |
| Na2O2           | perossido di sodio        |

#### Superossidi
I superossidi sono composti binari aventi due atomi di ossigeno, entrambi con numero di ossidazione di -0.5.
Le nomenclature tradizionale, Stock e IUPAC hanno come regola:
1. termine superossido;
2. di;
3. nome del metallo (o del non metallo o del metalloide).

| Formula chimica                                          | Nomenclatura tradizionale/ Stock/ IUPAC                 |
| -------------------------------------------------------- | ------------------------------------------------------- |
| metallo alcalino (o idrogeno) + ossigeno (n.o. O = -0.5) | superossido di + nome del metallo alcalino (o idrogeno) |

| Formula chimica | Nomenclatura tradizionale                    |
| --------------- | -------------------------------------------- |
| KO2             | superossido di potassio                      |
| HO2             | superossido di idrogeno oppure idroperossile |
| NaO2            | superossido di sodio                         |

### Sali binari
Vengono definiti sali tutti quei composti che presentano un legame ionico e che quindi comprendono una parte metallica, scritta per prima nella formula chimica, e una non metallica, scritta per seconda nella formula chimica.
La nomenclatura tradizionale prevede tali regole:
1. radice del nome del non metallo, seguita dal il suffisso -uro;
2. radice del nome del metallo;
3. suffisso da assegnare alla radice del metallo:
  - -oso se il metallo presenta n.o. minore;
  - -ico se presenta n.o. maggiore.

La nomenclatura Stock prevede:
1. radice del nome del non metallo, seguita dal il suffisso -uro;
2. nome del metallo, seguito dal n.o. di quest'ultimo scritto in numeri romani tra parentesi.

La nomenclatura IUPAC prevede invece: 
1. prefisso del numero di atomi del non metallo, seguito dalla radice del nome del non metallo con suffisso -uro;
2. prefisso del numero di atomi del metallo, seguito dal nome del metallo.

| Formula chimica       | Nomenclatura tradizionale                                             | Nomenclatura Stock                                                          | Nomenclatura IUPAC                                 |
| --------------------- | --------------------------------------------------------------------- | --------------------------------------------------------------------------- | -------------------------------------------------- |
| metallo + non metallo | radice nome del non metallo-uro + radice del nome del metallo-oso/ico | radice del nome del non metallo-uro + nome del metallo + (n.o. del metallo) | n-radice nome non metallo-uro + n-nome del metallo |

| Formula chimica | Nomenclatura tradizionale | Nomenclatura Stock     | Nomenclatura IUPAC  |
| --------------- | ------------------------- | ---------------------- | ------------------- |
| LiCl            | cloruro di litio          | cloruro di litio (I)   | cloruro di litio    |
| Na2S            | solfuro di sodio          | solfuro di sodio (I)   | solfuro di disodio  |
| FeI2            | ioduro ferroso            | ioduro di ferro (II)   | dioduro di ferro    |
| FeBr3           | bromuro ferrico           | bromuro di ferro (III) | tribromuro di ferro |

## Composti ternari

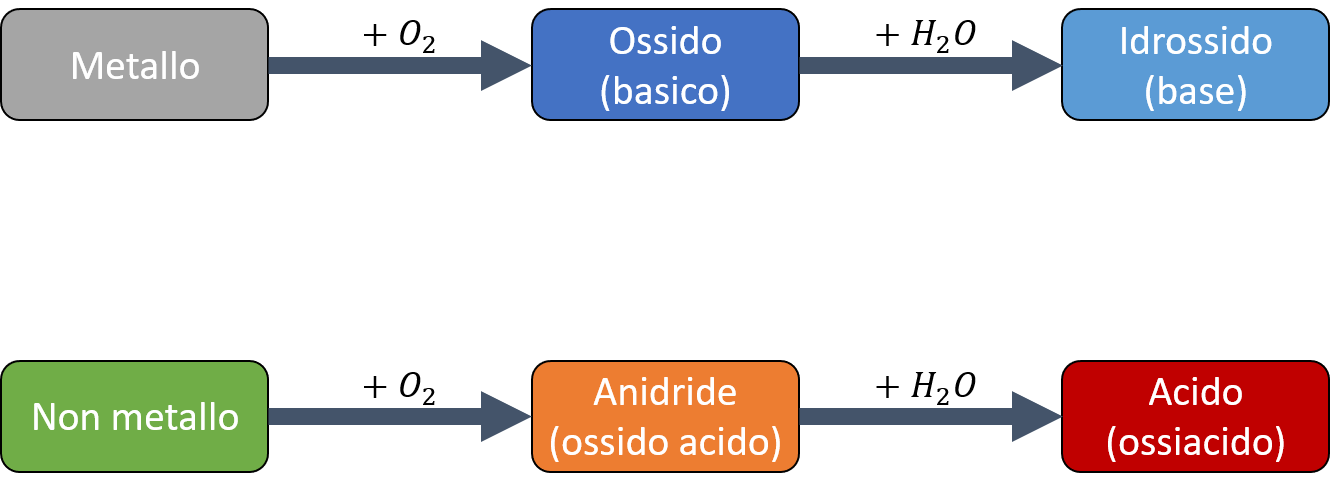
Formazione dei composti chimici che dipendono dagli ossidi acidi/basici.

I composti ternari sono formati dalla combinazione di tre differenti elementi. I principali composti ternari sono gli idrossidi, gli ossiacidi (detti anche ossoacidi) e i sali degli ossiacidi.
Si possono classificare in:
- Ionici:
  - idrossidi;
  - sali degli ossiacidi.
- molecolari:
  - ossiacidi.

### Idrossidi
Gli idrossidi sono composti di tipo ionico che si ottengono facendo reagire gli ossidi basici con l'acqua.
Il gruppo monovalente caratteristico degli idrossidi è l'ossidrile (OH) presente come ione idrossido (OH-).
La nomenclatura tradizionale prevede tali regole:
1. termine idrossido;
2. di;
3. radice del nome del metallo;
4. suffisso da assegnare alla radice del nome del metallo:
  - -oso se il metallo presenta n.o. minore;
  - -ico se presenta n.o. maggiore.

La nomenclatura Stock prevede:
1. termine idrossido;
2. di;
3. nome del metallo, seguito dal n.o. di quest'ultimo scritto in numeri romani tra parentesi.

La nomenclatura IUPAC prevede invece: 
1. prefisso del numero di ossidrili, seguito dal termine idrossido;
2. di;
3. prefisso del numero di atomi del metallo, seguito dal nome del metallo.

| Formula chimica                                      | Nomenclatura tradizionale                           | Nomenclatura Stock                                   | Nomenclatura IUPAC                  |
| ---------------------------------------------------- | --------------------------------------------------- | ---------------------------------------------------- | ----------------------------------- |
| metallo + idrogeno + ossigeno oppure metallo + (OH)n | idrossido di + radice del nome del metallo-suffisso | idrossido di + nome del metallo + (n.o. del metallo) | n-idrossido di + n-nome del metallo |

| Formula chimica | Nomenclatura tradizionale | Nomenclatura Stock           | Nomenclatura IUPAC        |
| --------------- | ------------------------- | ---------------------------- | ------------------------- |
| Ca(OH)2         | idrossido di calcio       | idrossido di calcio (II)     | diidrossido di calcio     |
| Fe(OH)2         | idrossido ferroso         | idrossido di ferro (II)      | diidrossido di ferro      |
| Fe(OH)3         | idrossido ferrico         | idrossido di ferro (III)     | triidrossido di ferro     |
| Sn(OH)2         | idrossido stannoso        | idrossido di stagno (II)     | diidrossido di stagno     |
| Sn(OH)4         | idrossido stannico        | idrossido di stagno (IV)     | tetraidrossido di stagno  |
| Al(OH)3         | idrossido di alluminio    | idrossido di alluminio (III) | triidrossido di alluminio |

### Acidi ossigenati
Gli ossoacidi (ossiacidi o acidi ossigenati) si ottengono per reazione degli ossidi acidi con acqua. Secondo la nomenclatura tradizionale il nome di ciascun ossiacido deriva direttamente dalla corrispondente anidride.
Gli ossiacidi si suddividono in:
- "monoprotici": con un solo atomo di idrogeno;
- "diprotici": con due atomi di idrogeno;
- "triprotici": con tre atomi di idrogeno.

Generalmente le anidridi reagiscono in un rapporto 1:1 con l'acqua senza aver la possibilità di altri rapporti di combinazione.
Alcune delle anidridi, però, possono combinarsi in rapporti diversi con l'acqua. Nella nomenclatura tradizionale, per distinguere le diverse possibilità di combinazione, vengono introdotti i prefissi meta- per un rapporto 1:1 anidride:acqua, piro- per un rapporto 1:2 anidride:acqua e orto- per un rapporto 1:3 anidride:acqua. Tale comportamento è tipico per le anidridi di fosforo, arsenico, antimonio, silicio e boro.
Infine si possono avere dei poliacidi, cioè due o più molecole di anidridi che reagisco con una o più molecole di acqua; per denominare questi acidi si usano i prefissi tri- e tetra- nella nomenclatura tradizionale.
La nomenclatura tradizionale prevede tali regole:
1. termine acido;
2. se l'acido ossigenato presenta più rapporti possibili di combinazione con le molecole d'acqua occorre un prefisso da collocare prima della radice del nome del non metallo:
  - anidride:acqua = 1:1 → "meta-";
  - anidride:acqua = 1:2 → "piro-";
  - anidride:acqua = 1:3 → "orto-";
  - anidride:acqua = m:n → si usano i prefissi "tri-", "tetra-", contando il numero di molecole di anidride risultanti (m);
3. radice del nome del non metallo;
4. suffisso da assegnare alla radice del nome del non metallo:
  - nel caso in cui il non metallo (o metalloide o metallo) possegga un unico numero di ossidazione, viene utilizzato il suffisso -ica;
  - se il non metallo (o metalloide o metallo) presenta due numeri di ossidazione, vengono usati -osa (per n.o. minore) e -ica (per n.o. maggiore) come suffissi dopo la radice del nome del non metallo (o metalloide o metallo).
5. scelta del prefisso da assegnare alla radice del nome del non metallo, qualora fosse necessario:
  - nel caso in cui il non metallo presenti più di due numeri di ossidazione, vengono usati ipo- (per n.o. minore) e per- (per n.o. maggiore) come prefissi prima della radice del nome del non metallo (o metalloide o metallo).

La nomenclatura IUPAC prevede invece: 
1. termine acido;
2. prefisso del numero di atomi di ossigeno, seguito -osso;
3. radice del nome del non metallo, seguita dal suffisso -ico de dal n.o. scritto in numeri romani tra parentesi.

| Formula chimica                   | Nomenclatura tradizionale                                 | Nomenclatura IUPAC                                                            |
| --------------------------------- | --------------------------------------------------------- | ----------------------------------------------------------------------------- |
| idrogeno + non metallo + ossigeno | acido + prefisso-radice del nome del non metallo-suffisso | acido + n-osso + radice del nome del non metallo-ico + (n.o. del non metallo) |

| Formula chimica | Stato di ossidazione del non metallo | Nome tradizionale | Nome IUPAC |
| --------------- | ------------------------------------ | ----------------- | --- |
| H2SO3           | +4                                   | acido solforoso   | acido triossosolforico(IV) |
| H2SO4           | +6                                   | acido solforico   | acido tetraossosolforico(VI) |
| HNO2            | +3                                   | acido nitroso     | acido diossonitrico(III) |
| HNO3            | +5                                   | acido nitrico     | acido triossonitrico(V) |
| H2CO3           | +4                                   | acido carbonico   | acido triossocarbonico(IV) |
| H3PO3           | +3                                   | acido fosforoso   | acido triossofosforico(III) |
| H3PO4           | +5                                   | acido fosforico   | acido tetraossofosforico(V) |
| HClO            | +1                                   | acido ipocloroso  | acido monossoclorico(I) |
| HClO2           | +3                                   | acido cloroso     | acido diossoclorico(III) |
| HClO3           | +5                                   | acido clorico     | acido triossoclorico(V) |
| HClO4           | +7                                   | acido perclorico  | acido tetraossoclorico(VII) |
| H2C2O4          | +3                                   | acido ossalico    | acido etandioico (assume tale nome in quanto questo acido, pur essendo un composto ternario, risulta rientrare nella categoria dei composti organici) |

| Rapporto | Reazione               | Formula chimica | Nome tradizionale | Nome IUPAC                     |
| -------- | ---------------------- | --------------- | --- | ------------------------------ |
| 1:1      | P2O5 + 1 H2O → 2 HPO3  | HPO3            | acido metafosforico | acido triossofosforico(V)      |
| 1:2      | P2O5 + 2 H2O → H4P2O7  | H4P2O7          | acido pirofosforico | acido eptaossodifosforico(V)   |
| 1:3      | P2O5 + 3 H2O → 2 H3PO4 | H3PO4           | acido ortofosforico (o acido fosforico) | acido tetraossofosforico(V)    |
| 1:1      | P2O3 + 1 H2O → 2 HPO2  | HPO2            | acido metafosforoso | acido diossofosforico(III)     |
| 1:2      | P2O3 + 2 H2O → H4P2O5  | H4P2O5          | acido pirofosforoso | acido pentossodifosforico(III) |
| 1:3      | P2O3 + 3 H2O → 2 H3PO3 | H3PO3           | acido ortofosforoso | acido triossofosforico(III)    |
| 1:1      | B2O3 + 1 H2O → 2 HBO2  | HBO2            | acido metaborico | acido diossoborico(III)        |
| 1:3      | B2O3 + 3 H2O → 2 H3BO3 | H3BO3           | acido ortoborico (o borico) | acido triossoborico(III)       |
| 1:1      | SiO2 + 1 H2O → H2SiO3  | H2SiO3          | acido metasilicico | acido triossosilicico(IV)      |
| 1:2      | SiO2 + 2 H2O → H4SiO4  | H4SiO4          | acido ortosilicico (eccezione rispetto al nome pirosilico, valido perché non esiste l'acido con rapporto 1:3, quindi questo è l'acido che si ottiene con il maggior numero di molecole di acqua per il diossido di silicio e questo gli permette di ottenere il prefisso orto-) | acido tetraossosilicico(IV)    |

| Rapporto | Reazione                  | Formula chimica | Nome tradizionale    | Nome IUPAC                        |
| -------- | ------------------------- | --------------- | -------------------- | --------------------------------- |
| 2:1      | 2 B2O3 + 1 H2O → H2B4O7   | H2B4O7          | acido tetraborico    | acido eptaossotetraborico(III)    |
| 4:3      | 4 SiO2 + 3 H2O → H6Si4O11 | H6Si4O11        | acido tetrasilicico  | acido undecaossotetrasilicico(IV) |
| 2:2      | 2 P2O5 + 2 H2O → H4P4O12  | H4P4O12         | acido tetrafosforico | acido dodecaossotetrafosforico(V) |

### Sali ternari
I sali ternari sono composti ionici che derivano dagli acidi dopo esser stati privati dei protoni e sostituiti con dei cationi.
La nomenclatura tradizionale prevede tali regole:
1. radice del nome del non metallo ossigenato;
  - suffisso da assegnare alla radice del nome del non metallo:
    - nel caso in cui il non metallo (o metalloide o metallo) possegga un unico numero di ossidazione, viene utilizzato il suffisso -ato;
    - nel caso in cui il non metallo possegga due numeri di ossidazione il suffisso da assegnare alla radice del nome del metallo diventa:
      - -ito se il non metallo presenta n.o. minore;
      - -ato se presenta n.o. maggiore.

  - scelta del prefisso da assegnare alla radice del nome del non metallo, qualora fosse necessario:
    - nel caso in cui il non metallo presenti più di due numeri di ossidazione, vengono usati ipo- (per n.o. minore) e per- (per n.o. maggiore) come prefissi prima della radice del nome del non metallo (o metalloide);
2. nome del metallo.

La nomenclatura IUPAC prevede invece: 
1. prefisso del numero di atomi di ossigeno, seguito da -osso;
2. radice del nome del non metallo, seguita dal suffisso -ato de dal n.o. scritto in numeri romani tra parentesi;
3. di;
4. prefisso del numero di atomi del metallo;
5. nome del metallo seguito dal n.o. scritto in numeri romani dentro parentesi.

| Formula chimica                  | Nomenclatura tradizionale                                                       | Nomenclatura IUPAC                                                                                               |
| -------------------------------- | ------------------------------------------------------------------------------- | --- |
| metallo + non metallo + ossigeno | prefisso-radice del nome del non metallo ossigenato-suffisso + nome del metallo | n-osso + radice nome del non metallo-ato + (n.o. del non metallo) + di + n-nome del metallo + (n.o. del metallo) |

| Formula chimica | Nome tradizionale     | Nome IUPAC                        |
| --------------- | --------------------- | --------------------------------- |
| Na2CO3          | carbonato di sodio    | triossocarbonato(IV) di sodio     |
| K2Cr2O7         | dicromato di potassio | eptaossocromato(VI) di dipotassio |

## Composti quaternari

### Sali acidi
I sali acidi sono composti ionici che derivano dagli acidi per sostituzione di uno o più atomi di idrogeno con un catione.
La nomenclatura tradizionale prevede tali regole:
1. regole per il nome con il suffisso bi-:
  - suffisso bi-;
  - radice del nome del non metallo ossigenato (o metalloide o metallo);
  - suffisso da assegnare alla radice del nome del non metallo ossigenato (o metalloide o metallo):
    - nel caso in cui il non metallo (o metalloide o metallo) ossigenato possegga un unico numero di ossidazione, viene utilizzato il suffisso -ato;
    - nel caso in cui il non metallo possegga due numeri di ossidazione il suffisso da assegnare alla radice del nome del metallo diventa:
      - -ito se il non metallo (o metalloide o metallo) ossigenato presenta n.o. minore;
      - -ato se presenta n.o. maggiore.

  - nome del metallo.
2. regole per il nome con la particella acido:
  - radice del nome del non metallo ossigenato (o metalloide o metallo);
  - suffisso da assegnare alla radice del nome del non metallo ossigenato (o metalloide o metallo):
    - nel caso in cui il non metallo (o metalloide o metallo) ossigenato possegga un unico numero di ossidazione, viene utilizzato il suffisso -ato;
    - nel caso in cui il non metallo possegga due numeri di ossidazione il suffisso da assegnare alla radice del nome del metallo diventa:
      - -ito se il non metallo (o metalloide o metallo) ossigenato presenta n.o. minore;
      - -ato se presenta n.o. maggiore.

  - prefisso del numero di idrogeni;
  - acido di;
  - nome del metallo.

La nomenclatura IUPAC prevede invece: 
1. prefisso del numero di atomi di idrogeno, seguito dal nome idrogeno;
2. prefisso del numero di atomi di ossigeno, seguito dal suffisso -osso;
3. radice del nome del non metallo, seguita dal suffisso -ato e dal n.o. scritto in numeri romani tra parentesi;
4. di;
5. prefisso del numero di atomi del metallo;
6. nome del metallo seguito dal n.o. scritto in numeri romani dentro parentesi.

| Formula chimica                             | Nomenclatura tradizionale | Nomenclatura IUPAC                                                                                          |
| ------------------------------------------- | --- | --- |
| metallo + idrogeno + non metallo + ossigeno | bi-radice del nome del non metallo-suffisso + nome del metallo oppure radice del nome del non metallo-suffisso n-(idrogeni)acido di + nome del metallo | n-idrogeno + n-osso + radice del nome del non metallo-ato +(n.o. del non metallo) + di + n-nome del metallo |

| Formula chimica | Nome tradizionale                                      | Nome IUPAC                                   |
| --------------- | ------------------------------------------------------ | -------------------------------------------- |
| NaHCO3          | bicarbonato di sodio oppure carbonato acido di sodio   | monoidrogeno triossocarbonato (IV) di sodio  |
| KHSO3           | bisolfito di potassio oppure solfito acido di potassio | monoidrogeno triossosolfato (IV) di potassio |
| KHSO4           | bisolfato di potassio oppure solfato acido di potassio | monoidrogeno triossosolfato (VI) di potassio |
| LiH2PO4         | fosfato biacido di litio                               | diidrogeno tetraossofosfato (V) di litio     |
| Li2HPO4         | bifosfato di litio oppure fosfato acido di litio       | monoidrogeno tetraossofosfato (V) di dilitio |

### Sali basici
I sali basici sono composti ionici che derivano dalle basi (idrossidi) per sostituzione di uno o più ioni ossidrilici con un anione diverso.
La nomenclatura tradizionale prevede tali regole:
1. radice del nome del non metallo ossigenato (o metalloide);
2. suffisso da assegnare alla radice del nome del non metallo ossigenato (o metalloide):
  - nel caso in cui il non metallo (o metalloide o metallo) ossigenato possegga un unico numero di ossidazione, viene utilizzato il suffisso -ato;
  - nel caso in cui il non metallo possegga due numeri di ossidazione il suffisso da assegnare alla radice del nome del metallo diventa:
    - -ito se il non metallo (o metalloide o metallo) ossigenato presenta n.o. minore;
    - -ato se presenta n.o. maggiore.
3. prefisso del numero di gruppi ossidrilici;
4. basico di;
5. nome del metallo.

La nomenclatura IUPAC prevede invece: 
1. prefisso del numero di atomi di idrogeno, seguito dal nome idrogeno;
2. prefisso del numero di atomi di ossigeno, seguito dal suffisso -osso;
3. radice del nome del non metallo (o metalloide), seguita dal suffisso -ato e dal n.o. scritto in numeri romani tra parentesi;
4. di;
5. prefisso del numero di atomi del metallo;
6. nome del metallo seguito dal n.o. scritto in numeri romani dentro parentesi.

| Formula chimica                                          | Nomenclatura tradizionale                                                                | Nomenclatura IUPAC |
| -------------------------------------------------------- | ---------------------------------------------------------------------------------------- | --- |
| metallo + (ossigeno + idrogeno) + non metallo + ossigeno | radice del nome del non metallo (o metalloide)-suffisso + n-basico di + nome del metallo | n-idrogeno + n-osso + radice del nome del non metallo (o metalloide)-ato + (n.o. del non metallo/metalloide) + di + n-nome del metallo |

| Formula chimica | Nome tradizionale           | Nome IUPAC                                |
| --------------- | --------------------------- | ----------------------------------------- |
| CrOHSO4         | solfato basico di cromo     | monoidrogeno pentossosolfato(VI) di cromo |
| FeOHPO4         | fosfato basico di ferro     | monoidrogeno pentossofosfato(VI) di ferro |
| Bi(OH)2Cl       | cloruro dibasico di bismuto | diidrogeno diossoclorato(I) di bismuto    |

### Sali doppi
I sali doppi sono composti ionici in cui sono presenti due cationi di specie diverse e un anione (oppure un catione con due anioni di specie diverse). Entrambi i casi sono delle generalizzazioni rispetto ai sali acidi e basici.
La nomenclatura tradizionale prevede tali regole:
1. nome del primo metallo;
2. nome del secondo metallo;
3. nome del non metallo (o metalloide o metallo);
4. suffisso da assegnare alla radice del nome del non metallo ossigenato (o metalloide):
  - nel caso in cui il non metallo (o metalloide o metallo) ossigenato possegga un unico numero di ossidazione, viene utilizzato il suffisso -ato;
5. nel caso in cui il non metallo possegga due numeri di ossidazione il suffisso da assegnare alla radice del nome del metallo diventa:
  - -ito se il non metallo (o metalloide o metallo) ossigenato presenta n.o. minore;
  - -ato se presenta n.o. maggiore.
6. scelta del prefisso da assegnare alla radice del nome del non metallo, qualora fosse necessario:
  - nel caso in cui il non metallo presenti più di due numeri di ossidazione, vengono usati ipo- (per n.o. minore) e per- (per n.o. maggiore) come prefissi prima della radice del nome del non metallo (o metalloide);

Il nome ottenuto dalla nomenclatura tradizionale può vedere invertiti gli ordini di cationi e anioni, la costruzione però delle singole parti rimane la medesima.
La nomenclatura IUPAC prevede invece: 
1. prefisso del numero di atomi di ossigeno, seguito dal suffisso -osso;
2. radice del nome del non metallo (o metalloide), seguita dal suffisso -ato e dal n.o. scritto in numeri romani tra parentesi;
3. di;
4. prefisso del numero di atomi del primo metallo;
5. nome del primo metallo;
6. prefisso del numero di atomi del secondo metallo;
7. nome del secondo metallo.

| Formula chimica                            | Nomenclatura tradizionale | Nomenclatura IUPAC                                                                                              |
| ------------------------------------------ | --- | --- |
| metallo + metallo + non metallo + ossigeno | nome del primo metallo + nome del secondo metallo + radice del nome non metallo-suffisso oppure radice del nome del non metallo-suffisso + nome del primo metallo + nome del secondo metallo | n-osso + radice del nome del non metallo-ato + (n.o. del non metallo) + n-nome del metallo + n-nome del metallo |

| Formula chimica | Nome tradizionale              | Nome IUPAC                                  |
| --------------- | ------------------------------ | ------------------------------------------- |
| NaKSO4          | solfato di sodio e di potassio | tetrossosolfato (VI) di sodio e di potassio |
| LiFePO4         | fosfato di litio e di ferro    | tetrossofosfato (VI) di litio e di ferro    |

## Complessi

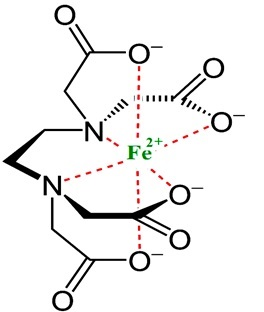
Ione tetraceticodiamminoferrato, un esempio di complesso a carica negativa.

Un complesso è un composto chimico in cui un atomo lega un numero di altre specie chimiche superiore al suo numero di ossidazione. 
I metalli di transizione, che allo stato elementare possiedono livelli d o f parzialmente occupati, formano una vasta classe di composti, detti complessi o composti di coordinazione. in cui il metallo centrale M (allo stato neutro o ionizzato) forma legami covalenti dativi (o di coordinazione) con una serie di atomi o gruppi chimici, detti leganti (o ligandi, italianizzando il termine inglese ‘ligands’), neutri o di carica opposta rispetto all’atomo centrale. Il metallo centrale agisce come acido di Lewis (accettore di elettroni, elettrofilo) nei confronti dei leganti che si comportano come basi di Lewis (donatori di doppietti elettronici, nucleofili).
I complessi possono avere le seguenti caratteristiche:
- Numero di leganti/complessanti diversi:
  - complesso con un'unica specie legante sono detti omolettici;
  - complesso con diverse specie di leganti sono detti eterolettci.
- Tipologia dei leganti: I leganti vengono classificati in relazione al numero di doppietti elettronici (e quindi di legami) che possono utilizzare per legarsi all’atomo centrale. Se un legante forma un solo legame con l’atomo centrale il legante si dice monodentato (CO, NH3, CN-, OH-, H2O etc), se ne forma due si dice bidentato (dien, en, acac…) e così via. I leganti polidentati si definiscono agenti chelanti ed i complessi che presentano leganti polidentati si definiscono anche composti chelati. Un complesso chelato risulta più stabile di un analogo complesso contenente solo leganti monodentati. Tale aumento di stabilità è noto come effetto chelato.
- Carica netta del complesso: un complesso può risultare neutro od elettricamente carico (ione complesso); ovviamente la sua carica sarà data dalla somma delle cariche del metallo centrale e dei leganti. La formula di un complesso viene racchiusa tra parentesi quadre, scrivendo prima il metallo centrale e poi i leganti. Negli esempi seguenti indichiamo con M il metallo centrale e con L i leganti. Vi sono tre possibilità di carica:
  - carica positiva;
  - carica neutra;
  - carica negativa.

| Tipologia         | Formula       | Cariche parziali                 |
| ----------------- | ------------- | -------------------------------- |
| catione complesso | [Co(NH3)6]3+  | (M = Co3+, L = 6 NH3)            |
| anione complesso  | [PtCl6]2 -    | (M = Pt4+, L = 6 Cl-)            |
| complesso neutro  | [Fe3(CO)12]   | (M = 3 Fe, L = 12 CO)            |
| complesso neutro  | [Cr(H2O)3Cl3] | (M = Cr3+, L = 3 H2O, L = 3 Cl-) |

Formula chimica: [metallo + legante/i]m
Il nome dei composti di coordinazione consiste in due parti scritte insieme in cui compaiono prima i ligandi e poi l'atomo metallico seguito dal numero di ossidazione, secondo le seguenti regole:
n-nome legante/i + nome del metallo + (n.o. del metallo)
1. Ligandi:
  - Nome:
    - I leganti anionici che terminano in -ato, -ito ed in -ile mantengono la desinenza;
    - I leganti che terminano in -uro cambiano la desinenza in -o;
    - I leganti neutri mantengono lo stesso nome delle rispettive molecole con le seguenti 4 eccezioni: H2O (acquo), NH3 (ammino), CO (carbonil) e NO (nitrosil).

  - Il nome dei ligandi è preceduto da un prefisso:
    - Nella maggior parte dei casi da un prefisso greco (mono, di, tri, tetra, penta, esa, ...) che ne indica il numero;
    - Quando si è di fronte a ligandi polidentati (per esempio, etilenediamina, ossalato) e a quelli che contengono già nel loro nome un prefisso numerico o presentano un nome più lungo di 5-6 lettere, allora il loro nome, posto tra parentesi, verrà preceduto dai prefissi bis (2), tris (3), tetrakis (4), pentakis (5), esakis (6) e i leganti vengono scritti tra parentesi tonde.

  - Ordine:
    - Quando sono presenti più leganti diversi, questi vanno scritti in ordine alfabetico, non considerando il prefisso greco.
2. Metallo:
  - Stato di ossidazione del metallo:
    - Se il metallo complessato ha più di un numero di ossidazione questo viene messo alla fine tra parentesi in numeri romani (convenzione di Stock). In alternativa è possibile mettere la carica netta, positiva o negativa, dello ione complesso in numeri arabi (convenzione di Ewens-Bassett ma è sconsigliata dalla IUPAC).

  - Carica del complesso:
    - Se il complesso presenta carica negativa, m<0, si aggiunge al nome del metallo il suffisso -ato, e infine è seguito dal numero di ossidazione scritto tra parentesi. In alcuni casi, si impiega il nome latino al posto del nome in italiano del metallo:
      - Se presente un secondo elemento metallico carico positivamente come controione, come rappresentato dalla formula chimica: metallo2 [ metallo1 + legante/i ], la regola di nomenclatura diverrà: n-legante/i + nome del metallo1-ato + (n.o. del metallo1)+ nome del metallo2, il nome del complesso precederà il nome del catione che fa da controione;
      - Se non presenta nessun controione, il nome del complesso viene preceduto dal termine ione.

    - Se il complesso presenta carica neutra, m=0, il nome del metallo non acquisisce nessun suffisso;
    - Se il complesso presenta carica positiva, m>0, il nome del metallo non acquisisce nessun suffisso:
      - Se presenta un controione, come rappresentato dalla formula chimica: [metallo + legante/i]m + anione, la regola di nomenclatura diverrà: n-anione-desinenza + n-nome legante/i + nome del metallo + (n.o. del metallo), il nome dell'anione precederà il nome del complesso;
      - Se non presenta nessun controione, il nome del complesso viene preceduto dal termine ione.

| Tipo     | Legante                           | Formula chimica              | Nome del legante           |
| -------- | --------------------------------- | ---------------------------- | -------------------------- |
| Anionici | idruro                            | H-                           | idro                       |
| Anionici | floruro                           | F-                           | fluoro                     |
| Anionici | cloruro                           | Cl-                          | cloro                      |
| Anionici | bromuro                           | Br-                          | bromo                      |
| Anionici | ioduro                            | I-                           | iodo                       |
| Anionici | cianuro                           | :CN-                         | ciano                      |
| Anionici | idrossido                         | OH-                          | idrosso                    |
| Anionici | carbonato                         | CO32-                        | carbonato                  |
| Anionici | ossalato (Ox)                     | C2O42-                       | ossalato                   |
| Anionici | tiocianato                        | :SCN-                        | tiocianato                 |
| Anionici | isotiocianato                     | :NCS-                        | isotiocianato              |
| Anionici | ossido (Oxo)                      | O2-                          | osso                       |
| Anionici | perossido                         | O22-                         | perosso                    |
| Anionici | superperossido                    | O2-                          | superperosso               |
| Anionici | azido (azoturo)                   | N3-                          | azido (azoto)              |
| Anionici | nitruro                           | N3-                          | nitro                      |
| Anionici | cianato                           | :OCN-                        | cianato                    |
| Anionici | etilendiamminotetraacetato (EDTA) | (-O2CCH2)2NCH2CH2N(CH2CO2-)2 | etilendiamminotetraacetato |
| Anionici | acetilacetonato acac-             | (CH3COCH2COCH2)-             | acetilacetonato            |
| Anionici | metil (Me)                        | CH3-                         | metil                      |
| Anionici | etil (Et)                         | CH3CH2-                      | etil                       |
| Anionici | nitrito                           | NO2-                         | nitrito                    |
| Anionici | solfito                           | SO32-                        | solfito                    |
| Anionici | fenil                             | Ph-                          | fenil                      |
| Anionici | acetato (MeCOO-)                  | CH3COO-                      | acetato                    |
| Anionici | glicinato                         | gly-                         | glicinato                  |
| Anionici | salicilato                        | sal-                         | salicilato                 |
| Anionici | ciclopentadienil                  | C5H5-                        | ciclopentadienil           |
| Neutri   | acqua                             | H2O                          | aquo                       |
| Neutri   | ammoniaca                         | NH3                          | ammino                     |
| Neutri   | ammina                            | NH2                          | amina                      |
| Neutri   | monossido di carbonio             | CO                           | carbonile                  |
| Neutri   | monossido d'azoto                 | NO                           | nitrosile                  |
| Neutri   | diazoto                           | N2                           | diazoto                    |
| Neutri   | diossigeno                        | O2                           | diossigeno                 |
| Neutri   | etilendiammina (en)               | H2NCH2CH2NH2                 | etilendiammina             |
| Neutri   | dietilentriamina (dien)           |                              | dietilentriamina           |
| Neutri   | trietilentetraamina (trien)       |                              | trietilentetraamina        |
| Neutri   | piridina (py)                     |                              | piridina                   |
| Neutri   | bipiridina (bpy o bipy)           |                              | bipiridina                 |
| Neutri   | terpiridina (terpy)               |                              | terpiridina                |
| Neutri   | fosfina                           | PH3                          | fosfina                    |
| Neutri   | trifenilfosfina                   | PPh3                         | trifenilfosfina            |
| Neutri   | trimetilfosfina                   | PMe3                         | trimetilfosfina            |
| Neutri   | trietilfosfina                    | PEt3                         | trietilfosfina             |
| Neutri   | trifluorofosfina                  | PF3                          | trifluorofosfina           |
| Neutri   | metilamina                        | NH2Me                        | metilamina                 |
| Neutri   | difosfano (difos)                 |                              | difosfano                  |
| Neutri   | diarsano (diars)                  |                              | diarsano                   |
| Neutri   | glicodimetiletere (glime)         |                              | glicodimetiletere          |
| Neutri   | urea                              | OC(NH2)2                     | urea                       |
| Neutri   | etene                             | C2H4                         | etene                      |
| Neutri   | acetonitrile                      | CH3CN                        | acetonitrile               |

| Formula chimica | Nome del complesso                 |
| --------------- | ---------------------------------- |
| [NiCl4]2-       | ione tetracloronichelato (II)      |
| [CuNH3Cl5]3-    | ione aminopentaclorocuprato (II)   |
| [Cd(en)2(CN)2]  | dicianobisetilendiaminocadmio (II) |
| [Fe(NH3)6]Cl3   | esamminoferro (III) cloruro        |
| K3[Fe(CN)6]     | potassio esacianoferrato (III)     |
| [Ni(H2O)6]SO4   | solfato di esaaquonichel (II)      |